# 友だちのパパが好き
『友だちのパパが好き 』（ともだちのパパがすき）は、2015年製作の日本映画。12月19日より渋谷ユーロスペースほか全国順次公開された。脚本・監督は山内ケンジ。第28回東京国際映画祭 日本映画スプラッシュ部門 公式出品。

## 概要
箱崎家の一人娘、妙子と妙子の周囲で勃発する恋愛感情の縺れや軋轢を中心として物語が進行されていく。時にはすれ違い、時には交わり、妙子の父恭介と妙子の友人マヤが引き金となって様々な人間の恋路を混乱させ、付かず離れずの均衡を壊すのがメインストーリーとなっている。

## キャスト
- 霜崎恭介 - 吹越満
- 霜崎妙子 - 岸井ゆきの
- 吉川マヤ - 安藤輪子
- 霜崎ミドリ - 石橋けい
- 生島ハヅキ - 平岩紙
- 川端惣一 - 宮崎吐夢
- 田所陸夫 - 金子岳憲
- 村井コウジ - 前原瑞樹
- - 永井若葉
- - 牧田明宏
- - 島田桃依
- - 岡部たかし
- - 白石直也
- - 山村崇子
- - 金谷真由美
- - 高畑遊
- - 小柳まいか
- - 佐久間采那
- - 大石綾子
- - 山口奈緒子
- - ふじきみつ彦
- - 山村麻由美

## スタッフ
- 脚本・監督：山内ケンジ
- エグゼクティブプロデューサー：小佐野保
- プロデューサー：木村大助
- 撮影：橋本清明
- 照明：清水健一
- 録音・整音：木野武
- スタイリスト：増井芳江
- ヘアメイク：たなかあきら
- 編集：河野斉彦
- キャスティング：山内雅子
- 助監督：井川浩哉
- ラインプロデューサー：田口稔大
- 特殊効果：村石義徳
- 造形：山下昇平
- 効果：エリカ
- 音楽：「ロベルト・シューマン/予言の鳥Vogel als Prophet」
- 演奏：中川俊郎
- 音楽制作：フリーアズアバード
- 制作プロダクション：ギークサイト
- アートディレクター：手島領
- デザイナー：大城亮太
- 宣伝カメラ：正田真弘
- 宣伝美術：古本衛・越村真樹子
- 宣伝コピー：細川美和子
- 予告編演出：小松敏和
- 企画・製作：ギークピクチュアズ
- 配給・宣伝：SPOTTED PRODUCTIONS

2015年／日本／105分／カラー／16:9／ステレオ／R15＋指定

## DVD
- 2017年６月７日発売。
- 発売元・販売元：バップ
- 提供：ギークピクチュアズ
- 収録時間：本編105分＋特典映像